# Sprengschwaden
Sprengschwaden, auch Schußschwaden, Explosionsschwaden oder einfach Schwaden genannt, sind Reaktionsprodukte nach der Zündung von Sprengstoffen und der damit zusammenhängenden chemisch-physikalischen Reaktion (Detonation). Die bei der Detonation von Nitratsprengstoffen entstehende giftige Schwadenwolke wird auch als Bojan bezeichnet. Es handelt sich dabei um eine Mischung aus Grubenwettern, Wasser und Staub mit den Umsetzungsprodukten der Sprengladungen (zum Beispiel nitrose Gase). Bei Sprengschwaden muss aufgrund ihrer Zusammensetzung immer davon ausgegangen werden, dass sie eine gewisse Toxizität besitzen.

## Grundlagen
Bei der Umsetzung von Sprengstoff kommt es zu einer mehr oder minder schnellen Verbrennung. Hierbei entstehen unterschiedliche Reaktionsprodukte, die ein Vielfaches des Volumens des Sprengstoffes haben. Diese bestehen aus einem Gemisch von verschiedenen Gasen und Stäuben. Dieses Gemisch, der Sprengschwaden, kann beim Untertagebau nicht so leicht entweichen und verdünnt werden wie im Tagebau. Der Aufenthalt im Wirkungsbereich der Sprengschwaden ist gefährlich, da zum einen der Sprengschwaden schädliche Stoffe enthalten kann und zum anderen durch die Wirkung der Explosion es in deren Umsetzungsprodukten zu einem Sauerstoffmangel kommt. Da die schädliche Wirkung dieser Schadstoffe auf den menschlichen Organismus von ihrer Konzentration und der Einwirkungsdauer abhängen, muss beides möglichst gering gehalten werden. Dabei muss berücksichtigt werden, dass sich selbst im Haufwerk noch erhebliche Mengen an Schwaden befinden, die beim Wegladen in die Atemluft gelangen und von den Bergleuten eingeatmet werden können. Um die Konzentration der Schwaden an der Sprengstelle stark zu verringern, müssen entsprechend lange Auswetterzeiten eingehalten werden. Ein Maß für die Menge des bei einer Sprengung entstehenden Sprengschwadens ist das Schwadenvolumen. Die Zusammensetzung des Schwadens kann theoretisch mittels thermodynamischer Berechnung von Explosivstoffen berechnet werden.

## Ursachen
Ursachen von Sprengschwaden sind:
- unvermeidliche chemische Folgeerscheinung bei der Verwendung von Sprengstoffen,[5]
- unvollständige Detonation des Sprengstoffes (zum Beispiel durch Überladung, zu schwache Initiierung oder durch feucht gewordene Sprengstoffe),[2]
- ungenügende oder fehlende Verdämmung (so genannter Besatz)[ANM 2] des Sprengstoffes.

## Schadstoffe
In Sprengschwaden kann sich Kohlenmonoxid befinden, welches in höheren Konzentrationen zum Tode führt. Dieses entsteht, wenn es bei der Sprengung zu einem Sauerstoffunterschuss kommt. Dies kann unter anderem auch aufgrund einer gestörten Bewetterung entstehen. Zudem können sich in den Sprengschwaden nitrose Gase in sehr hoher Konzentration befinden.<rf name="Quelle 3" /> Diese führen zu Vergiftungserscheinungen und bei Einatmen hoher Konzentration zum Tod. Nitrose Gase sind zum Beispiel Stickstoffmonoxid (NO) und Stickstoffdioxid (NO2). Sehr starke Konzentrationen nitroser Gase (Stickoxide) entstehen, wenn hochbrisanter Sprengstoff mit Unterschallgeschwindigkeit reagiert, also eine Detonation ausbleibt. Dieser Prozess heißt Deflagration, dabei entstehen meist Flammen oder auch glühende Kleinstteilchen in Verbindung mit den nitrosen Gasen. Entsprechend der Gefahr, die von Sprengschwaden herrührt, muss das jeweilige Sicherheitsverhalten ausgeprägt werden.

## Schutzmaßnahmen
Durch die Bewetterung mit Frischluft über eine Lutte werden im drückenden und/oder saugenden Verfahren die Sprengschwaden im Bergbau verdünnt und entfernt. Zusätzlich wird das Haufwerk mit Wasser abgespritzt, um es gut anzufeuchten, damit die im Haufwerk verbliebenen Gase unschädlich gemacht werden können. Damit die mit der Sprengung befassten Personen vor Sprengschwaden geschützt werden, soll sich die planmäßige Zündstelle im einziehenden Wetterstrom befinden und nicht im Hauptabwetterstrom. Kann dies nicht vermieden werden, müssen Atemschutzgeräte (zum Beispiel Filterselbstretter) vorhanden sein.